# Інтонація (музика)
Інтонація (лат. intonatio, дослівно — «у тон») у музиці — багатозначне поняття, що в загальному випадку стосується задачі точного відтворення висотного відношення тонів.,

## Інтонація у середньовічному хоралі
Первісно термін «інтонація» використовувався у середньовічному католицькому богослужбовому співі на означення короткої вступної музичної фрази, що передувала вступу хору і полегшувала настройку хору на певну звуковисотність і характер виконання. Перші свідчення такого слововживання сходять до XIII–XIV століть. Так, за Волтером Одингтоном («Сума теорії музики», не пізніше 1316 р.) «інтонація — це звичайний розспів псалмів, пристосований до антифонів». За Якобом Льєзьким («Дзеркало музики», 1330) «Псалмодійна інтонація — це такий тон або такий післяпсалмовий „Saeculorum“, що підходить і початку, і середині, і кінцю епізоду» Інтонація виконувалася солістом (praecentor) і далі підхоплювалася хором (наприклад у частинах ордирарію Меси). Пізніше інтонація виділилася як самостійна невеличка органна настройка, наприклад, у творчості композиторів ренесансу (напр. Джованні Габріелі).

## Інтонація як відтворення висоти звуку
У сучасному музичному виконавстві інтонація як елемент музичної форми не використовується. Замість цього в разі потреби перед виконанням музичного твору хормейстер дає хору настройку. При цьому за терміном інтонація зберіглося значення музично і акустично правильного відтворення висоти звуку. Процес відтворення висоти звуку при цьому називається інтонуванням. Задача чистого інтонування актуальна насамперед для вокалістів, а також для виконавців на інструментах, що не мають фіксованого звукоряду, як, наприклад, струнно-смичкові інструменти.

## Інтонація як втілення музичної думки
У XX столітті починаючи від Б. Асаф'єва інтонація розглядається як глибинний прояв історично мінливої й суспільно детермінованої музичної діяльності індивіда. Інтонація є носієм музичного змісту, що ріднить її з інтонацією у мовленні та вказує на спільність їх походження. В той же час, якщо при мовленні основне смислове навантаження лягає на слово, а інтонування грає допоміжну роль, у музиці інтонації відводиться провідна роль. В цьому розумінні поняття інтонації охоплює комплекс засобів музичної виразнсті — звуковисотних, ритмічних, тембрових та інших, що зумовлюють емоційне і смислове значення для сприймання. На асаф'євськом розумінні цього терміна «інтонація» ґрунтується і поняття «інтонаційної практики», запроваджене Ю. Чеканом для типології сучасного музичного мистецтва.